# Владимирский (Целинный район)
Владимирский — упразднённый выселок в Целинном районе Алтайского края. Располагался на территории современного Степно-Чумышского сельсовета.

## География
Располагался в 5 км к востоку от деревни Степь-Чумыш на левом берегу реки Повиляихи.

## История
Основан в 1925 г. мордовцами выходцами из села Камыш-Садак. В 1926 г. выселок Владимирский состоял из 11 хозяйств. В составе Степно-Чумышского сельсовета Яминского района Славгородского округа Сибирского края.

## Население
По переписи 1926 г. в выселке проживало 70 человек (32 мужчины и 38 женщин), основное население — мордовцы.